# Patricia Arquette
Patricia Arquette, přechýleně Arquetteová, (* 8. dubna 1968, Chicago, Illinois) je americká herečka. Svůj celovečerní filmový debut zaznamenala rolí Kristen Parker ve filmu Noční můra v Elm Street 3: Bojovníci ze sna (1987) a od té doby účinkovala v mnoha filmových a televizních produkcích. Je držitelkou několika ocenění, včetně Oscara, dvou cen Emmy a tří Zlatých glóbů.
Ztvárnila role v mnoha kriticky oceňovaných filmech, včetně Pravdivá romance (1993), Ed Wood (1994), Flirtování s katastrofou (1996), Lost Highway (1997), Hi-Lo Country (1998), Počítání mrtvých (1999) a Díry (2003). Mezi lety 2005 a 2011 ztvárnila roli Alison DuBoisové v nadpřirozeném dramatickém seriálu Médium, za níž obdržela cenu Emmy za nejlepší herečku v dramatickém seriálu v roce 2005.
Za ztvárnění svobodné matky ve filmu o dospívání Chlapectví (2014), který se natáčel mezi lety 2002 a 2014, získala Oscara za nejlepší herečku ve vedlejší roli. Další úspěch jí přinesly role vězeňské pracovnice v minisérii Útěk z vězení v Dannemoře (2018) a Dee Dee Blanchard v životopisné minisérii Odhalení (2019). Za oba výkony obdržela Zlatý glóbus a za druhý zmíněný získala cenu Emmy za nejlepší herečku ve vedlejší roli. Od té doby účinkovala v thrillerovém seriálu Odloučení (2022–dosud) a komediálním seriálu High Desert (2023).

## Život
Narodila se v pondělí 8. dubna 1968. Pochází z rodiny s dlouhou divadelní tradici, její dědeček Cliff Arquette byl slavným televizním komikem. Jejím otcem byl herec Lewis Arquette. Má čtyři sourozence, sestry Alexis Arquette a Rosannu Arquette a bratry Richmonda Arquettea a Davida Arquettea, ona sama je věkově prostřední. Všichni sourozenci se věnují herectví.
Postupně začala hrát v televizních dětských pořadech a rozhlasových reklamách. V roce 1974 se s rodinou přestěhovala do Los Angeles, kde se stala modelkou. Jako modelka působila v Portugalsku, Francii a Itálii. Po maturitě odešla za starší sestrou Rosannou Arquetteovou, aby si splnila svůj sen – herectví. Patricia Arquette hrála v umělecké komuně ve Virginii a studovala u Miltona Kastelase v New Yorku.
Ve filmu debutovala Logothetisovým snímkem Pretty Smart z roku 1987. Významnější byla ale její role Kristen Parkerové ve filmu Noční můra v Elm Street 3: Bojovníci ze sna. V roce 1991 si ji všimla Diane Keatonová, která ji obsadila do role epileptičky Alice Guthrie ve filmu Divoký květ, za tuto roli byla oceněna na Cable Ace Award 1991.
Mezi její známé role patří prostitutka Alabama Whitmanová z thrilleru režiséra Tonyho Scotta Pravdivá romance a manželka Eda Wooda Kathy O’Hara v životopisné komedii Tima Burtona Ed Wood. Režisér David Lynch jí dal ve filmu Lost Highway možnost zajímavě ztvárnit dvojroli Renée Madisonová a Alice Wakefieldová.
Patricia Arquette hrála také hlavní postavu v kriminálním seriálu Médium, státní žalobkyni Alisson DuBoisovou.

## Osobní život
V roce 1992 se jí a muzikantovi Paulu Rossi narodil syn Enzo. V roce 1995 se za Cage vdala, v roce 2001 se ale rozvedli. Později si vzala Thomase Janea, kterému v roce 2003 porodila dceru Harlow Olivii Calliope.
V červenci 2009 podala žádost o rozvod s Thomasem Janem, ale později ji stáhla. V pátek 20. srpna 2010 podala žádost o rozvod znovu, poukazovala v ní na údajné nesmiřitelné rozpory s manželem. Zároveň v ní žádala, aby jejich tehdy sedmiletá dcera Harlow Olivia Calliope byla svěřena do její péče.

## Filmografie
| Herecká filmografie |                                                         |                                             | |
| Rok                 | film / seriál                                           | role                                        | poznámky |
| 1981                | Entertainment Tonight                                   |                                             | |
| 1987                | Pretty Smart                                            | Zero                                        | |
| 1987                | Noční můra v Elm Street 3: Bojovníci ze sna             | Kristen Parkerová                           | |
| 1987                | Daddy                                                   | Stacy                                       | |
| 1988                | Time Out                                                |                                             | |
| 1988                | Daleký sever                                            | Jilly                                       | |
| 1989                | Strýček Buck                                            |                                             | |
| 1989                | The Edge                                                | znásilněná žena                             | |
| 1990                | Příběhy ze záhrobí                                      | Mary Jo                                     | 9. epizoda 2. série nazvaná Four-Sided Triangle |
| 1990                | The Outsiders                                           | Rhonda Sue                                  | 2. epizoda nazvaná The Stork Club |
| 1990                | Thirtysomething                                         | Stephanie                                   | 17. epizoda 3. série nazvaná Good Sex, Some Sex, What Sex, No Sex |
| 1990                | Modlitba bruslařů                                       | Casey                                       | |
| 1990                | CBS Schoolbreak Special                                 | Dana MacCallister                           | 3. epizoda 7. série nazvaná The Girl with the Crazy Brother |
| 1991                | Vyvrhel                                                 | Dorothy                                     | |
| 1991                | Zejména v neděli                                        |                                             | |
| 1991                | Divoký květ                                             | epileptička Alice Guthrie                   | Cena Cable Ace Award 1991 |
| 1991                | Dillinger                                               | Polly                                       | |
| 1992                | Svět Monkeyho Zetterlanda                               | Grace Zetterland                            | |
| 1992                | Noční show Jaye Lena                                    | –                                           | jako host |
| 1993                | Pravdivá romance                                        | prostitutka Alabama Whitmanová              | dvě nominace na ceny: - v roce 1993 Saturn - v roce 1993 MTV Movie Award (spolu s Christianem Slaterem) |
| 1993                | Na útěku za průšvihem                                   | Kit Clifton                                 | |
| 1993                | Ethan Frome                                             | Mattie Silverová                            | |
| 1993                | Noční show Conana O’Briena                              |                                             | jako host |
| 1994                | Svátost manželská                                       | Havana                                      | |
| 1994                | Ed Wood                                                 | Kathy O’Hara                                | |
| 1994                | Zrazena láskou                                          | Deanna                                      | |
| 1995                | Neznámý Rangún                                          | Laura Bowmanová                             | |
| 1996                | The 68th Annual Academy Awards                          | –                                           | natáčení udílení cen Americké filmové akademie, kde vystupovala |
| 1996                | Show Rosie O’Donnellové                                 |                                             | jako host |
| 1996                | Infinity                                                | Arline Greenbaum                            | |
| 1996                | Flirtování s katastrofou                                | Nancy Coplinová                             | |
| 1996                | Bomba pro Greenwich                                     | Winnie                                      | |
| 1996                | Lost Highway                                            | Renée Madisonová a Alice Wakefieldová       | dvojrole |
| 1997                | Hlídač mrtvých                                          | Katherine                                   | |
| 1997                | Pretty as a Picture: The Art of David Lynch             |                                             | |
| 1997                | The View                                                |                                             | |
| 1998                | Junket Whore                                            |                                             | |
| 1998                | Sbohem lásko                                            | Sandra Dunmoreová                           | |
| 1998                | Hi-Lo Country                                           | Mona Birková                                | Cena Bronze Wrangler |
| 1998                | Divas Live: An Honors Concert for VH1 Save the Children |                                             | |
| 1999                | Stigmata                                                | děvče Frankie Paigeová, která trpí stigmaty | nominace na cenu Blockbuster Entertainment Award |
| 1999                | Divine Rites: The Story of Stigmata                     |                                             | dokument o filmu Stigmata |
| 1999                | The Directors                                           |                                             | |
| 1999                | Počítání mrtvých                                        | Mary Burkeová                               | |
| 2000                | Malý Nicky – Satan Junior                               | Valerie Veran                               | za tuto nominace na anticenu Zlatá malina v kategorii Nejhorší ženský herecký výkon ve vedlejší roli |
| 2001                | Slez ze stromu                                          | Lila Juteová                                | |
| 2001                | Adam Sandler Goes to Hell                               | –                                           | dokument |
| 2002                | Šerif                                                   | Scarlett                                    | |
| 2002                | Last Call with Carson Daly                              | –                                           | talk show, Ar jako host |
| 2002                | Searching for Debra Winger                              |                                             | |
| 2003                | The Work of Director Michel Gondry                      |                                             | |
| 2003                | Intimate Portrait: Rosanna Arquette                     |                                             | |
| 2003                | Díry                                                    | slečna Katherine/Kate Barlow                | |
| 2003                | Deeper Than Deep                                        | Linda Lovelace                              | |
| 2003                | Ďáblíci                                                 | Lucy                                        | |
| 2003                | Abby Singer                                             |                                             | |
| 2005                | Medium                                                  | státní žalobkyně Alisson DuBoisová          | účinkova ve všech dílech - v roce 2005 Cena Emmy v kategorii Vynikající ztvárnění hlavní role v dramatickém seriálu - v roce 2005 nominace na Satellite Award v kategorii Vynikající herečka v dramatickém seriálu - v roce 2006 nominace na cenu Saturn v kategorii Nejlepší herečka v dramatickém seriálu - v roce 2006 nominace na Zlatý glóbus v kategorii Nejlepší ženský herecký výkon v seriálu (drama) - v roce 2006 nominace na Screen Actors Guild v kategorii Vynikající ztvárnění ženské role v dramatickém seriálu - v roce 2007 nominace na Ocenění Saturn v kategorii Nejlepší herečka v televizním seriálu - v roce 2007 nominace na Cenu Emmy v kategorii Vynikající ztvárnění hlavní role v dramatickém seriálu - v roce 2007 nominace na Zlatý glóbus v kategorii Nejlepší ženský herecký výkon v seriálu (drama) - v roce 2007 nominace na Screen Actors Guild v kategorii Vynikající výkon/podání role ženské herečky v dramatickém seriálu - v roce 2008 nominace na Zlatý glóbus v kategorii Nejlepší ženský herecký výkon v seriálu (drama) |
| 2005                | Noční show Craiga Fergusona                             |                                             | |
| 2005                | Special Thanks to Roy London                            |                                             | |
| 2006                | Fast Food Nation                                        | Cindy                                       | |
| 2006                | Going to Pieces: The Rise and Fall of the Slasher Film  |                                             | |
| 2006                | The Ellen DeGeneres Show                                |                                             | |
| 2007                | Certifiably Jonathan                                    |                                             | |
| 2007                | Alexis Arquette: She’s My Brother                       | –                                           | jednalo se o dokument, pouze účinkovala |
| 2007                | Zlatý Glóbus 2007                                       | –                                           | jednalo se o záznam udílení cen, pouze účinkovala |
| 2008                | Speechless                                              |                                             | |
| 2008                | Medium Season 4: Introducing Cynthia Keener             | Alisson DuBoisová                           | |
| 2008                | Medium Season 4: Joe’s Crayon Dream                     | Alisson DuBoisová                           | |
| 2008                | A Single Woman                                          | vypravěčka                                  | |
| 2009                | 61. Emmy Awards                                         | –                                           | udílení cen, pouze účinkovala |
| 2010                | Talk show bez zábran                                    | –                                           | talk show, pouze účinkovala |
| 2010                | Never Sleep Again: The Elm Street Legacy                | –                                           | pouze účinkovala |
| 2012                | A Glimpse Inside the Mind of Charles Swan III           |                                             | |
| 2012                | Girl in Progress                                        | paní Armstrongová                           | |
| 2012                | Mystery White Boy                                       | Mary Guibert                                | |
| 2012                | Zákon a pořádek: Útvar pro zvláštní oběti               | Jeannie Kerns                               | Epizoda: „Dreams Deferred“ |
| 2013                | Vijay and I                                             | Julia                                       | |
| 2013                | Impérium – Mafie v Atlantic City                        | Sally Wheet                                 | 10 epizod |
| 2014                | Kriminálka Las Vegas                                    | Avery Ryan                                  | 2 epizody |
| 2014                | Život naruby                                            |                                             | |
| 2015                | Chlapectví                                              | matka                                       | Oscar za nejlepší ženský herecký výkon ve vedlejší roli Zlatý glóbus za nejlepší ženský herecký výkon ve vedlejší roli |
| 2015                | The Wannabe                                             | Rose                                        | |
| 2015                | Amyino plodné lůno                                      | Sama sebe                                   | Epizoda: „Last Fukable Day“ |
| 2015–2016           | Kriminálka: Oddělení kybernetiky                        | Avery Ryan                                  | hlavní role, 31 dílů |
| 2017                | Permenent                                               | Jeanne                                      | |
| 2018                | Útěk z vězení v Dannemoře                               | Tilly Mitchell                              | hlavní role, 7 dílů |
| 2019                | Toy Story 4: Příběh hraček                              | Harmony matka (hlas)                        | |
| 2019                | (Ne)matky                                               | Gillian Lieberman                           | |
| 2019                | Odhalení                                                | Dee Dee Blanchard                           | hlavní role, 8 dílů |
| 2020                | You Cannot Kill David Arquette                          | Samu sebe                                   | dokument |
| 2022                | Odloučení                                               | Harmony Cobel/paní Selvigová                | hlavní role |
| 2023                | High Desert                                             | Peggy                                       | hlavní role |